# Lomográfia

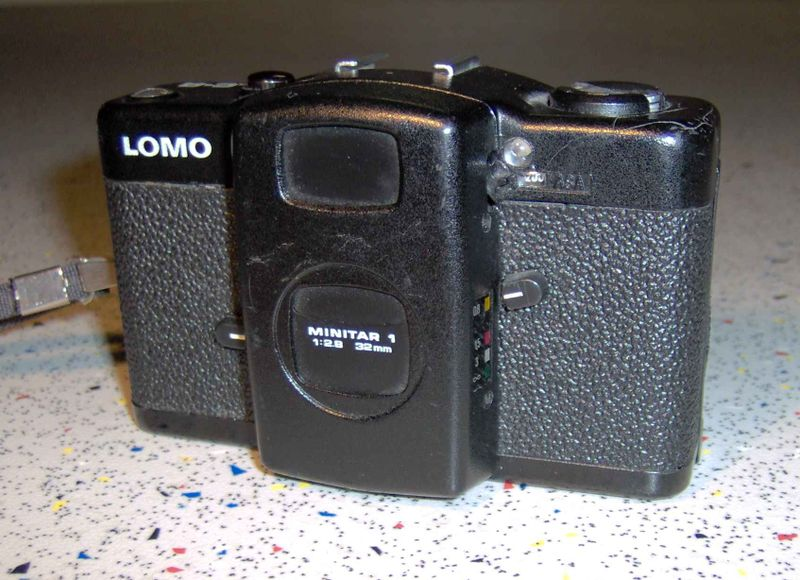
Az 1988 LOMO LC-A fényképezőgép

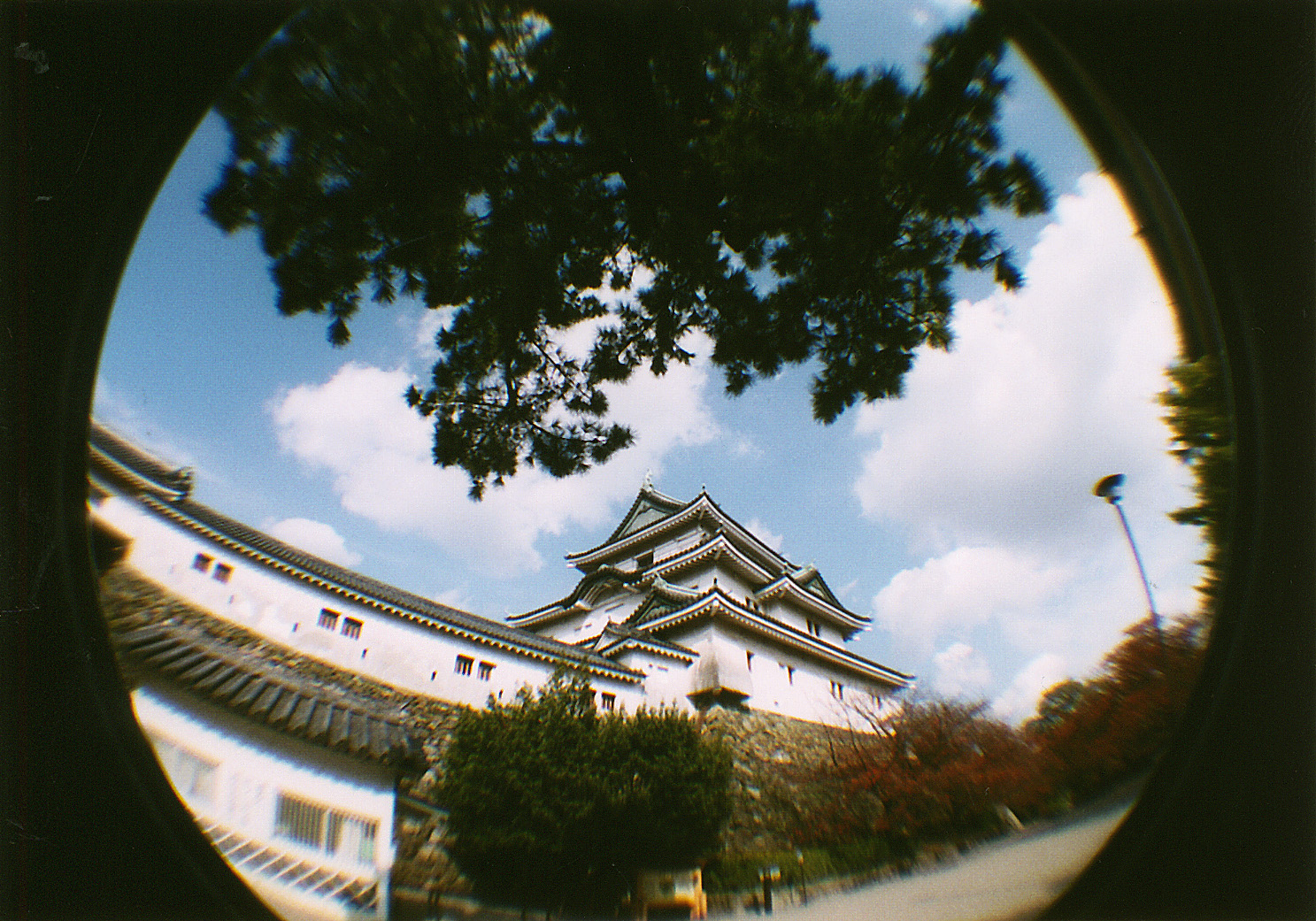
Lomogfikus halszem fotó a Wakayama kastélyról

A lomográfia (az angol lomography szó fordítása, az angol szó a Lomo LC-A fényképezőgép nevéből ered) az osztrák Lomographische AG társaság levédett márkája. A cég fényképezőgépek eladásával és szervizelésével foglalkozik, emellett a lomográfiának nevezett mozgalom megalkotója.
Az említett osztrák társaság egy honlapot is létrehozott a Lomographic Society International név alatt, ahol fényképezőgépeket és hozzájuk való tartozékokat lehet vásárolni, mindemellett a honlap lehetővé teszi, hogy felhasználói közzétegyék fotóikat. A weblapnak 500 000 felhasználója van.

## A Lomo LC-A, avagy a lomográfia története
Az eredeti (orosz nevén ЛОМО Компакт-Автомат-nak hívott) kompakt fényképezőgép egy fix, 32 mm-es objektívvel van ellátva. A Lomo PLC (Lomo = Leningradszkoje Optiko Mehaniszcsiskoje Objegyinyényie) 1983 óta gyártja Szentpétervárott (A Szovjetunió idején: Leningrád).
Az ezzel a fényképezőgéppel készített képeknek nem túl jó a minőségük - a fénykép széle mindig sötétebb, mint a közepe, mely a csőeffektus következménye (a jelenség neve: vignettáció). A lomo-felhasználók ragaszkodnak ezekhez a képi hibákhoz, magukat az összes fotografikus kötöttség alól felszabadultnak nyilvánítják, sosem gondolják ki előre egy-egy kép témáját, nem foglalkoznak a fényviszonyokkal.
A Lomographic Society további effektjeit (a színek telítettsége, erős kontraszthatás) más, hagyományos fényképezőgéppel is elő lehet állítani.
A lomográfia története 1991-re nyúlik vissza, mikor két osztrák egyetemi hallgató egy prágai bolhapiacon rátalált egy Lomo LC-A fényképezőgépre. A készülék ekkor már nem volt forgalomban. A két fiatal meglátta benne a potenciális kereskedelmi sikert, ezt követően megalapították a Lomographische AG-t 1992-ben, és meggyőzték a régi Lomo-üzem vezetőjét, hogy indítsa újra a készülék gyártását.
Azóta már a hatalmas kereskedelmi siker következményeképpen, az osztrák társaság más fényképezőgépek forgalmazása mellett is döntött. Ezek általában igen olcsóak, a volt szovjet tagállamok és Kína területén készítik őket. De a Lomography márkanév alatt gyártott fényképezőgépek között drágábbakkal is találkozhatunk, mint például a Holga, Action Sampler vagy éppen a Pop 9. A Lomographische AG emellett új készülékeket is alkotott, ilyen a Supersampler, a Colorslash és az Oktomat.

## A 10 aranyszabály
A Lomograpische AG 10 szabályt is kiadott, mely az általuk forgalmazott készülékek használatához kíván hozzájárulni:
1. Vidd magaddal mindig a lomódat, bárhova is mész! (Take your Lomo everywhere you go)
2. Használd mindig - nappal és éjszaka! (Use it any time - day & night)
3. A lomográfia nem bolygatja meg az életedet, de részét képezi! (Lomography is not an interference in your life, but a part of it)
4. Próbálj meg csípőből fotózni! (Try to shoot from the hip)
5. Menj a lehető legközelebb a lefényképezendő tárgyakhoz! (Approach the objects of your lomographic desire as close as possible)
6. Ne gondolkodj! (Don’t think)
7. Légy gyors! (Be fast)
8. Ne akard előre tudni, milyen lesz a kép! (You don’t have to know beforehand what you captured on film)
9. Később se! (Afterwards either)
10. Fütyülj a szabályokra! (Don’t worry about any rules)

Megjegyezhetjük, hogy az 1-es, 2-es és a 3-as szabály nagyjából ugyanarra vonatkozik, mint a 6-os, 7-es, 8-as, 9-es és 10-es.

## Más, a lomográfiához kapcsolható fényképezőgépek
Általában olyan, a Lomographic Society International által forgalmazott készülékekről van szó, melyeknek a többségét már igen kevés pénzért is megvehetjük. A cég különböző kiegészítőket is kínál vásárlóinak (szűrők, vaku stb.). Sok lomo-használó önmaga alakítja át készülékét, hogy variálja az által elérhető effektusokat.
A jövőben elképzelhető, hogy újabb lomo fényképezőgépek tűnnek majd fel a piacon - a lista még nincs lezárva.

### Sampler, Action tracker, Super-Sampler

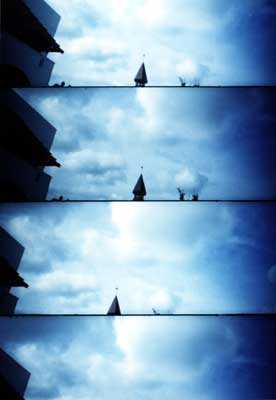
Super sampler-el készült kép

Ezek a fényképezőgépek a mozgó zárjuknak köszönhetően egy fotón négy, vagy akár több, egymástól rövid időintervallummal elválasztott pillanatban készített képet tudnak rögzíteni.

### Fisheye és Fisheye 2

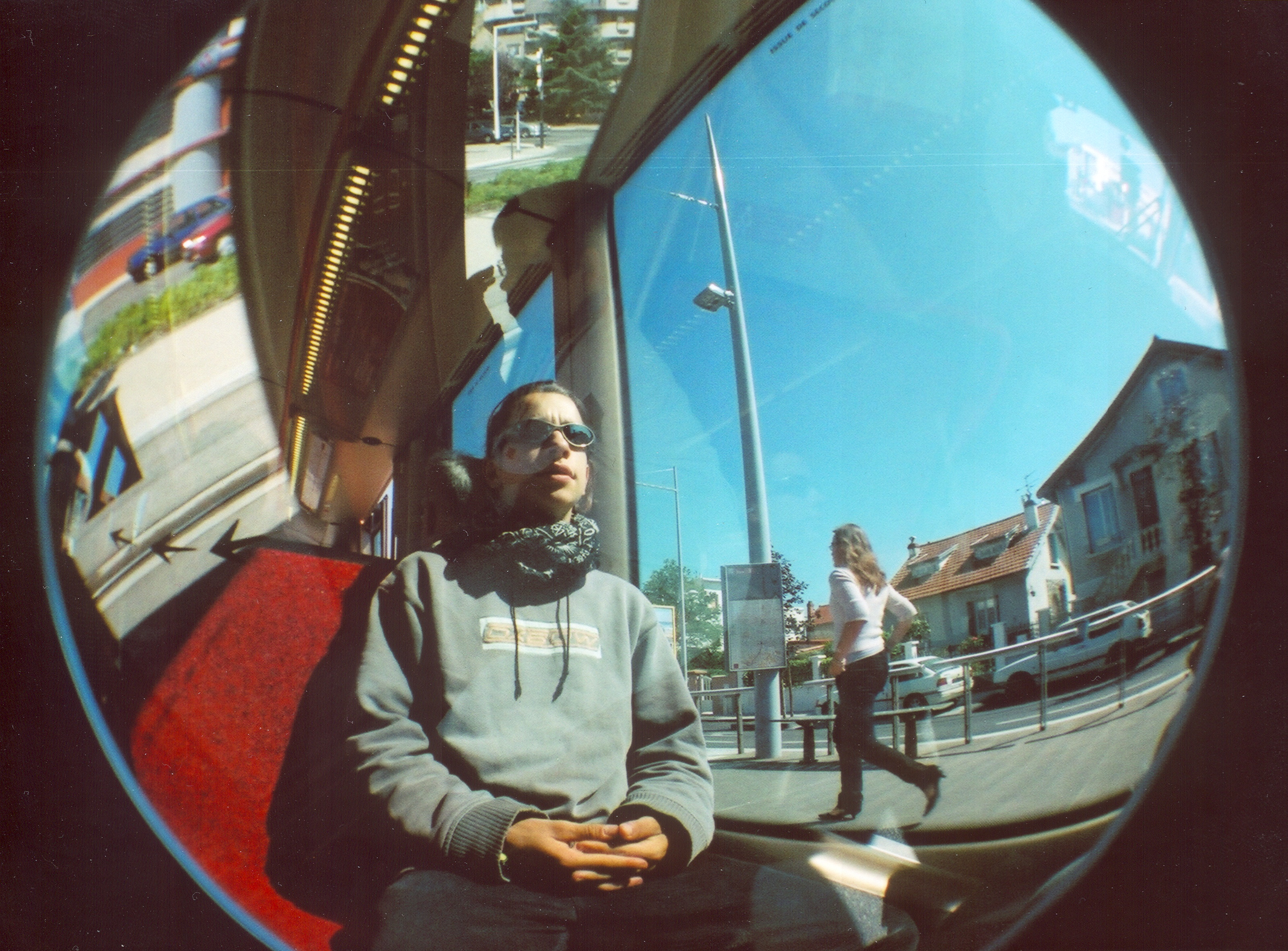
"Fisheye 2"-vel és két szemszög szuperpozíciójával készült kép

Amint a neve is mutatja (halszemoptika), ennek a készüléknek egy elmozdíthatatlan objektíve van, látószöge hatalmas: 170°-os szélességben mutatja meg a világot az elkészült fotón. A halszem-effektus következtében a kép közepén látható tárgyak vagy emberek (hiszen a kép széle itt is fekete, mint a többi lomo-kép esetében is) az emberi szem és agy által összeállított képtől eltérő víziót adnak a lencse előtt álló világról. A „Fisheye” az eltorzított formák fényképezőgépe.

### Holga 120
Mint a Lomo LC-A, a Holga 120-as fényképezőgép is a mitikus készülékek közé tartozik. Hírneve a Frédéric Lebain által írt könyvnek (Mes vacances avec Holga - Nyaralásom Holgával) köszönhető. Ez egy kínai gyártmányú készülék, melybe 120-as filmet kell befűzni. A többi lomo-képhez hasonlóan a Holga 120 által készített fotók széle szintén sötétebb lesz, mint a belseje és a képen látható tárgyak elmosódottabbakká válnak.

### Diana

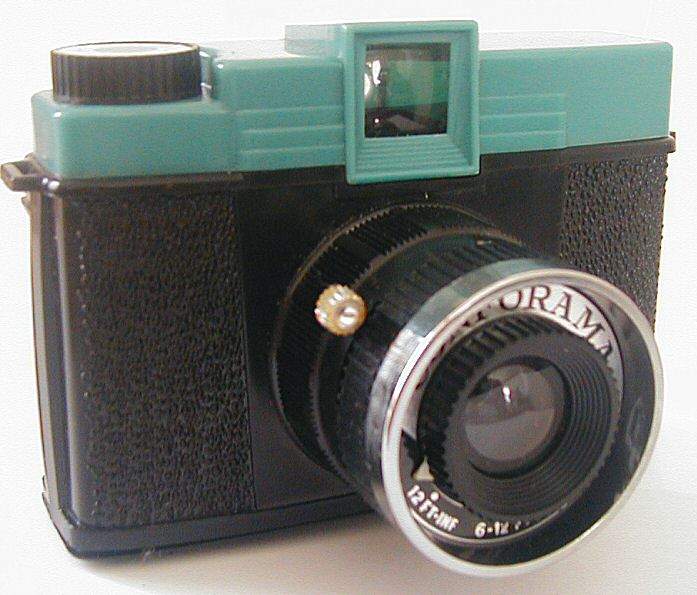
A Diana

Ez az 1960 óta Kínában gyártott készülék szintén 120-as filmet kíván. Az egyik francia fotós havilap, a Réponses ezt a fényképezőgépet „minden idők legrosszabb fényképezőgépé”-nek nyilvánította. A Diana minden karakterrel rendelkezik, hogy lomo fényképezőgépnek tekinthessük. 2007-ben a Lomographic Society International Diana+ néven újra forgalomba bocsátotta a kínai ősdarab replikáját.